# Quarterly Journal of Economics
El Quarterly Journal of Economics es una revista académica revisada por pares, publicada por Oxford University Press. Sus actuales redactores jefe son Robert J. Barro, Elhanán Helpman, Lawrence F. Katz, y Andrei Shleifer (Universidad de Harvard). Es la revista profesional de economía más antigua en inglés, y cubre todos los aspectos del campo: desde el énfasis tradicional de la revista en la microeconomía, como la macroeconomía empírica y teórica. Según el Journal Citation Reports, la revista tiene un factor de impacto de 5.920 (2011 , siendo la segunda de 320 revistas en la categoría "Economía".

## Métricas de revista
2022
- Web of Science Group : 15,563
- Índice h de Google Scholar: 272
- Scopus: 16,296